# یک نقش عجیب
یک نقش عجیب (مجاری: Herkulesfürdői emlék) یک فیلم درام مجارستانی است که در سال ۱۹۷۶ منتشر شد. از بازیگران آن می‌توان به مارگیت دایکا، ماریا لازار، ایلدیکو پیچی، و هیدی تمشی اشاره کرد.
این فیلم برندهٔ جایزهٔ «خرس نقره‌ای» ۲۷مین دورهٔ جشنواره بین‌المللی فیلم برلین شد.